# Liga dos Campeões da UEFA de 1999–00
A Liga dos Campeões da UEFA de 1999–2000 foi a 45ª edição do principal torneio de clubes de futebol da Europa, e a oitava edição desde que foi renomeado para Liga dos Campeões da UEFA.

## Fases de qualificação

### Primeira fase de qualificação
| Equipe 1              | Total   | Equipe 2        | 1.º jogo | 2.º jogo |
| --------------------- | ------- | --------------- | -------- | -------- |
| ÍBV                   | 3-1     | KF Tirana       | 1-0      | 2-1      |
| Litex Lovech          | 5-0     | Glentoran       | 3-0      | 2-0      |
| Žalgiris Vilnius      | 5-0     | Araks Ararat    | 2-0      | 3-0      |
| HB Tórshavn           | 1-7     | Haka            | 1-1      | 0-6      |
| Partizan              | 10-1    | FC Flora        | 6-0      | 4-1      |
| Jeunesse Esch         | 0-10    | Skonto          | 0-2      | 0-8      |
| Sloga Jugomagnat      | (fc)2-2 | Gäncä           | 1-0      | 1-2      |
| Barry Town            | 2-3     | Valletta        | 0-0      | 2-3      |
| St Patrick's Athletic | 0-10    | Zimbru Chişinău | 0-5      | 0-5      |

### Segunda fase de qualificação
| Equipe 1                | Total   | Equipe 2          | 1.º jogo | 2.º jogo   |
| ----------------------- | ------- | ----------------- | -------- | ---------- |
| Rapid Wien              | 5-0     | Valletta          | 3-0      | 2-0        |
| Anorthosis Famagusta    | 3-2     | Slovan Bratislava | 2-1      | 1-1        |
| Partizan                | 6-1     | Rijeka            | 3-1      | 3-0        |
| CSKA Moscou             | 2-4     | Molde             | 2-0      | 0-4        |
| Litex Lovech            | 5-5(p)  | Widzew Łódź       | 4-1      | 1-4(pror.) |
| Haka                    | 1-7     | Rangers           | 1-4      | 0-3        |
| Dínamo Tbilisi          | 2-3     | Zimbru Chişinău   | 2-1      | 0-2        |
| Dnepr-Transmash Mogilev | 0-3     | AIK               | 0-1      | 0-2        |
| Sloga Jugomagnat        | 0-2     | Brøndby           | 0-1      | 0-1        |
| Rapid Bucareste         | 4-5     | Skonto            | 3-3      | 1-2        |
| Beşiktaş                | 1-1(fc) | Hapoel Haifa      | 1-1      | 0-0        |
| Dínamo de Kiev          | 3-0     | Žalgiris Vilnius  | 2-0      | 1-0        |
| ÍBV                     | 1-5     | MTK Hungária      | 0-2      | 1-3        |
| Xanthi FC               | 5-4     | Genk              | 5-1      | 0-3        |

### Terceira fase de qualificação
| Equipe 1        | Total   | Equipe 2             | 1.º jogo | 2.º jogo   |
| --------------- | ------- | -------------------- | -------- | ---------- |
| Zimbru Chişinău | 0-2     | PSV Eindhoven        | 0-0      | 0-2        |
| Spartak Moscou  | 5-1     | Partizan             | 2-0      | 3-1        |
| Chelsea         | 3-0     | Skonto               | 3-0      | 0-0        |
| Rapid Wien      | 0-4     | Galatasaray          | 0-3      | 0-1        |
| Fiorentina      | 5-1     | Widzew Łódź          | 3-1      | 2-0        |
| AaB Fodbold     | 3-4     | Dínamo de Kiev       | 1-2      | 2-2        |
| Rangers         | 2-1     | Parma                | 2-0      | 0-1        |
| Brøndby         | 3-6     | Boavista             | 1-2      | 2-4(pror.) |
| AEK Atenas      | 0-1     | AIK                  | 0-0      | 0-1        |
| Hapoel Haifa    | 0-4     | Valencia             | 0-2      | 0-2        |
| Hertha Berlin   | 2-0     | Anorthosis Famagusta | 2-0      | 0-0        |
| Sturm Graz      | 4-3     | Servette             | 2-1      | 2-2        |
| Molde           | (fc)1-1 | Mallorca             | 0-0      | 1-1        |
| Lyon            | 0-3     | Xanthi FC            | 0-1      | 0-2        |
| Croatia Zagreb  | 2-0     | MTK Hungária         | 0-0      | 2-0        |
| Teplice         | 0-2     | Borussia Dortmund    | 0-1      | 0-1        |

## Primeira fase de grupos
Os dezesseis vencedores da terceira fase de qualificação, os dez campeões dos países nas colocações 1-10, e os seis segundos colocados dos países nas colocações 1-6 foram divididos em oito grupos de quatro equipes. Os dois primeiros colocados de cada grupo avançam para segunda fase de grupos, e os terceiros colocados de cada grupo vão para terceira fase da Taça UEFA.
| Legenda                                           |
| ------------------------------------------------- |
| Equipes que avançaram para segunda fase de grupos |
| Equipes que foram para terceira fase da Taça UEFA |
| Equipes eliminadas nas competições europeias      |

### Grupo A
| Equipe           | J | V | E | D | GP | GC | SG  | Pts |
| ---------------- | - | - | - | - | -- | -- | --- | --- |
| Lazio            | 6 | 4 | 2 | 0 | 13 | 3  | +10 | 14  |
| Dínamo de Kiev   | 6 | 2 | 1 | 3 | 8  | 8  | 0   | 7   |
| Bayer Leverkusen | 6 | 1 | 4 | 1 | 7  | 7  | 0   | 7   |
| Xanthi F.C.      | 6 | 1 | 1 | 4 | 2  | 12 | -10 | 4   |

| 14 de setembro de 1999 | Bayer Leverkusen | 1 – 1    | Lazio          | BayArena, Leverkusen |
|                        | Neuville 11'     | (Report) | Mihajlović 14' | Árbitro: Graham Poll |

| 14 de setembro de 1999 | Dínamo de Kiev | 0 – 1    | Xanthi FC    | Lobanovsky Dynamo Stadium, Kiev |
|                        |                | (Report) | Šimundža 73' | Árbitro: Leslie Irvine          |

| 22 de setembro de 1999 | Xanthi FC | 0 – 2    | Bayer Leverkusen             | Stadion Ljudski Vrt, Maribor |
|                        |           | (Report) | Živković 82' · Kirsten 90+3' | Árbitro: Jan Wegereef        |

| 22 de setembro de 1999 | Lazio                 | 2 – 1    | Dínamo de Kiev | Olímpico, Roma            |
|                        | Negro 70' · Salas 72' | (Report) | Rebrov 68'     | Árbitro: Manuel Diaz Vega |

| 29 de setembro de 1999 | Lazio                                       | 4 – 0    | Xanthi FC | Olímpico, Roma           |
|                        | Inzaghi 60' · Conceição 62' · Salas 71' 76' | (Report) |           | Árbitro: Lucílio Batista |

| 29 de setembro de 1999 | Bayer Leverkusen | 1 – 1    | Dínamo de Kiev | BayArena, Leverkusen    |
|                        | Kirsten 52'      | (Report) | Husin 71'      | Árbitro: Claude Colombo |

| 19 de outubro de 1999 | Xanthi FC | 0 – 4    | Lazio                                            | Stadion Ljudski Vrt, Maribor |
|                       |           | (Report) | Mihajlović 36' · Inzaghi 50' 74' · Stanković 63' | Árbitro: Terje Hauge         |

| 19 de outubro de 1999 | Dínamo de Kiev                                         | 4 – 2    | Bayer Leverkusen           | Lobanovsky Dynamo Stadium, Kiev |
|                       | Kosovsky 4' · Rebrov 21' · Shatskikh 36' · Holovko 61' | (Report) | Kirsten 12' · Neuville 49' | Árbitro: Karl-Erik Nilsson      |

| 27 de outubro de 1999 | Lazio     | 1 – 1    | Bayer Leverkusen | Olímpico, Roma       |
|                       | Nedvěd 1' | (Report) | Kirsten 44'      | Árbitro: Hugh Dallas |

| 27 de outubro de 1999 | Xanthi FC   | 1 – 2    | Dínamo de Kiev        | Stadion Ljudski Vrt, Maribor   |
|                       | Balajić 50' | (Report) | Rebrov 37' 84' (pen.) | Árbitro: Juan Fernández Martín |

| 2 de novembro de 1999 | Bayer Leverkusen | 0 – 0    | Xanthi FC | BayArena, Leverkusen   |
|                       |                  | (Report) |           | Árbitro: David Elleray |

| 2 de novembro de 1999 | Dínamo de Kiev | 0 – 1    | Lazio              | Olímpico, Roma       |
|                       |                | (Report) | Mamedov 18' (o.g.) | Árbitro: Paul Durkin |

### Grupo B
| Equipe     | J | V | E | D | GP | GC | SG  | Pts |
| ---------- | - | - | - | - | -- | -- | --- | --- |
| Barcelona  | 6 | 4 | 2 | 0 | 19 | 9  | +10 | 14  |
| Fiorentina | 6 | 2 | 3 | 1 | 9  | 7  | +2  | 9   |
| Arsenal    | 6 | 2 | 2 | 2 | 9  | 9  | 0   | 8   |
| AIK        | 6 | 0 | 1 | 5 | 4  | 16 | -12 | 1   |

| 14 de setembro de 1999 | Fiorentina | 0 – 0    | Arsenal | Stadio Artemio Franchi, Florência |
|                        |            | (Report) |         | Árbitro: Hellmut Krug             |

| 14 de setembro de 1999 | AIK           | 1 – 2    | Barcelona                      | Råsunda Stadium, Solna |
|                        | Novaković 72' | (Report) | Abelardo 86' · D. García 90+3' | Árbitro: Alain Sars    |

| 22 de setembro de 1999 | Arsenal                                   | 3 – 1    | AIK        | Estádio de Wembley, Londres |
|                        | Ljungberg 28' · Henry 90+1' · Šuker 90+3' | (Report) | Nordin 53' | Árbitro: Vítor Melo Pereira |

| 22 de setembro de 1999 | Barcelona                                           | 4 – 2    | Fiorentina                 | Camp Nou, Barcelona         |
|                        | Figo 7' · Luis Enrique 10' · Rivaldo 68' (pen.) 70' | (Report) | Batistuta 50' · Chiesa 79' | Árbitro: Kim Milton Nielsen |

| 29 de setembro de 1999 | Barcelona        | 1 – 1    | Arsenal  | Camp Nou, Barcelona  |
|                        | Luis Enrique 16' | (Report) | Kanu 81' | Árbitro: Markus Merk |

| 29 de setembro de 1999 | AIK | 0 – 0    | Fiorentina | Råsunda Stadium, Solna |
|                        |     | (Report) |            | Árbitro: Günter Benkö  |

| 19 de outubro de 1999 | Fiorentina                            | 3 – 0    | AIK | Stadio Artemio Franchi, Florência |
|                       | Batistuta 5' · Chiesa 32' · Balbo 86' | (Report) |     | Árbitro: Jan Wegereef             |

| 19 de outubro de 1999 | Arsenal                     | 2 – 4    | Barcelona                                                   | Estádio de Wembley, Londres |
|                       | Bergkamp 44' · Overmars 85' | (Report) | Rivaldo 15' (pen.) · Luis Enrique 16' · Figo 56' · Cocu 70' | Árbitro: Urs Meier          |

| 27 de outubro de 1999 | Arsenal | 0 – 1    | Fiorentina    | Estádio de Wembley, Londres |
|                       |         | (Report) | Batistuta 75' | Árbitro: Ľuboš Micheľ       |

| 27 de outubro de 1999 | Barcelona                                            | 5 – 0    | AIK | Camp Nou, Barcelona    |
|                       | Kluivert 15' 33' · Zenden 43' · Gabri 53' · Déhu 56' | (Report) |     | Árbitro: Leslie Irvine |

| 2 de novembro de 1999 | Fiorentina                  | 3 – 3    | Barcelona                  | Stadio Artemio Franchi, Florência |
|                       | Bressan 14' · Balbo 56' 69' | (Report) | Figo 20' · Rivaldo 43' 74' | Árbitro: Hugh Dallas              |

| 2 de novembro de 1999 | AIK                  | 2 – 3    | Arsenal                      | Råsunda Stadium, Solna   |
|                       | A. Andersson 41' 68' | (Report) | Overmars 17' 52' · Šuker 56' | Árbitro: Hartmut Strampe |

### Grupo C
| Equipe            | J | V | E | D | GP | GC | SG | Pts |
| ----------------- | - | - | - | - | -- | -- | -- | --- |
| Rosenborg         | 6 | 3 | 2 | 1 | 12 | 5  | +7 | 11  |
| Feyenoord         | 6 | 1 | 5 | 0 | 7  | 6  | +1 | 8   |
| Borussia Dortmund | 6 | 1 | 3 | 2 | 7  | 9  | -2 | 6   |
| Boavista          | 6 | 1 | 2 | 3 | 4  | 10 | -6 | 5   |

| 14 de setembro de 1999 | Boavista | 0 – 3 | Rosenborg                            | Estádio do Bessa, Porto  |
|                        |          |       | Sorensen 09' · Berg 43' · Strand 73' | Árbitro: Graziano Cesari |

| 14 de setembro de 1999 | Feyenoord        | 1 – 1 | Borussia Dortmund | Feijenoord Stadion, Roterdã       |
|                        | Van Worderen 66' |       | Bobic 70'         | Árbitro: José María García-Aranda |

| 22 de setembro de 1999 | Borussia Dortmund           | 3 – 1 | Boavista      | Westfalenstadion, Dortmund |
|                        | Möller 40' · Bobic 53', 65' |       | Rui Bento 44' | Árbitro: Atanas Ouzounov   |

| 22 de setembro de 1999 | Rosenborg      | 2 – 2 | Feyenoord                  | Lerkendal Stadion, Trondheim |
|                        | Carew 19', 24' |       | Tomasson 11' · Bosvelt 22' | Árbitro: Miroslav Radoman    |

| 29 de setembro de 1999 | Boavista  | 1 – 1 | Feyenoord   | Estádio do Bessa, Porto |
|                        | Silva 87' |       | Bosvelt 62' | Árbitro: Graham Poli    |

| 29 de setembro de 1999 | Rosenborg                | 2 – 2 | Borussia Dortmund         | Lerkendal Stadion, Trondheim |
|                        | Sorensen 35' · Carew 68' |       | Barbarez 11' · Kohler 22' | Árbitro: Paul Anthony Durkin |

| 19 de outubro de 1999 | Borussia Dortmund | 0 – 3 | Rosenborg                       | Westfalenstadion, Dortmund         |
|                       |                   |       | Sorensen 17', 58' · Winsens 70' | Árbitro: Antonio Jesus Lopez Nieto |

| 19 de outubro de 1999 | Feyenoord    | 1 – 1 | Boavista          | Feijenoord Stadion, Roterdã  |
|                       | Tomasson 76' |       | Timofte 82' (pen) | Árbitro: Alfredo Trentalange |

| 27 de outubro de 1999 | Rosenborg             | 2 – 0 | Boavista | Lerkendal Stadion, Trondheim |
|                       | Berg 61' · Dalhum 66' |       |          | Árbitro: Michel Piraux       |

| 27 de outubro de 1999 | Borussia Dortmund | 1 – 1 | Feyenoord      | Westfalenstadion, Dortmund |
|                       | Addo 44'          |       | Van Vossen 72' | Árbitro: Claude Colombo    |

| 02 de novembro de 1999 | Boavista          | 1 – 0 | Borussia Dortmund | Estádio do Bessa, Porto |
|                        | Pedro Emanuel 16' |       |                   | Árbitro: L'ubos Michel  |

| 02 de novembro de 1999 | Feyenoord           | 1 – 0 | Rosenborg | Feijenoord Stadion, Roterdã |
|                        | De Paula Sabino 86' |       |           | Árbitro: Manuel Diaz Vega   |

### Grupo D
| Equipe            | J | V | E | D | GP | GC | SG | Pts |
| ----------------- | - | - | - | - | -- | -- | -- | --- |
| Manchester United | 6 | 4 | 1 | 1 | 9  | 4  | +5 | 13  |
| Marseille         | 6 | 3 | 1 | 2 | 10 | 8  | +2 | 10  |
| Sturm Graz        | 6 | 2 | 0 | 4 | 5  | 12 | -7 | 6   |
| Dínamo Zagreb     | 6 | 1 | 2 | 3 | 7  | 7  | 0  | 5   |

| 14 de setembro de 1999 | Manchester United | 0 – 0 | Dinamo Zagreb | Old Trafford, Manchester  |
|                        |                   |       |               | Árbitro: Nikolav Levinkov |

| 14 de setembro de 1999 | Marseille                 | 2 – 0 | Sturm Graz | Stade Vélodrome, Marseille |
|                        | Pirés 09' · Ravanelli 33' |       |            | Árbitro: Oguz Sarvan       |

| 22 de setembro de 1999 | Sturm Graz | 0 – 3 | Manchester United                | Stadion Graz Liebenau, Graz  |
|                        |            |       | Keane 15' · Yorke 30' · Cole 33' | Árbitro: Alfredo Trentalange |

| 22 de setembro de 1999 | Dínamo Zagreb | 1 – 2 | Marseille                | Maksimir Stadium, Zagreb |
|                        | Šokota 64'    |       | Bakayoko 05' · Pérez 77' | Árbitro: Stefano Braschi |

| 29 de setembro de 1999 | Manchester United      | 2 – 1 | Marseille    | Old Trafford, Manchester          |
|                        | Cole 78' · Scholes 82' |       | Bakayoko 40' | Árbitro: José María García-Aranda |

| 29 de setembro de 1999 | Dínamo Zagreb                  | 3 – 0 | Sturm Graz | Maksimir Stadium, Zagreb           |
|                        | Rukavina 28' · Šokota 34', 58' |       |            | Árbitro: Antonio Jesus Lopez Nieto |

| 19 de outubro de 1999 | Sturm Graz  | 1 – 0 | Dínamo Zagreb | Stadion Graz Liebenau, Graz |
|                       | Kocijan 40' |       |               | Árbitro: Alain Kamer        |

| 19 de outubro de 1999 | Marseille  | 1 – 0 | Manchester United | Stade Vélodrome, Marseille |
|                       | Gallas 69' |       |                   | Árbitro: Helmut King       |

| 27 de outubro de 1999 | Dínamo Zagreb  | 1 – 2 | Manchester United      | Maksimir Stadium, Zagreb |
|                       | Prosinečki 87' |       | Beckham 32' · Kane 49' | Árbitro: Dick Z.G. Jol   |

| 27 de outubro de 1999 | Sturm Graz                     | 3 – 2 | Marseille        | Stadio Graz Liebenau, Graz |
|                       | Mählich 17' · Kocijan 61', 85' |       | Dugarry 53', 78' | Árbitro: Atanas Ouzounov   |

| 2 de novembro de 1999 | Manchester United         | 2 – 1 | Sturm Graz | Old Trafford, Manchester |
|                       | Solskjaer 56' · Keane 70' |       | Vastic 88' | Árbitro: Rune Pedersen   |

| 2 de novembro de 1999 | Marseille                  | 2 – 2 | Dínamo Zagreb          | Stade Vélodrome, Marseille |
|                       | Bakayoko 53' · Diawara 89' |       | Mujčin 42' · Mikić 78' | Árbitro: Pierluigi Colina  |

### Grupo E
| Equipe      | J | V | E | D | GP | GC | SG | Pts |
| ----------- | - | - | - | - | -- | -- | -- | --- |
| Real Madrid | 6 | 4 | 1 | 1 | 15 | 7  | +8 | 13  |
| Porto       | 6 | 4 | 0 | 2 | 9  | 6  | +3 | 12  |
| Olympiacos  | 6 | 2 | 1 | 3 | 9  | 12 | -3 | 7   |
| Molde       | 6 | 1 | 0 | 5 | 6  | 14 | -8 | 3   |

| 14 de setembro de 1999 | Molde | 0 – 1 | Porto    | Molde Stadium, Molde |
|                        |       |       | Deco 89' | Árbitro: Alain Hamer |

| 14 de setembro de 1999 | Olympiacos                      | 3 – 3 | Real Madrid                               | OAKA Spiros Louis, Atenas   |
|                        | Giovanni 11', 64' · Zahoviċ 67' |       | Sávio 24' · Roberto Carlos 32' · Raúl 80' | Árbitro: Mario van der Ende |

| 21 de setembro de 1999 | Porto                        | 2 – 0 | Olympiacos | Estádio das Antas, Porto |
|                        | Esquerdinha 06' · Jardel 47' |       |            | Árbitro: David R.Elleray |

| 21 de setembro de 1999 | Real Madrid                                   | 4 – 1 | Molde        | Santiago Bernabéu, Madrid |
|                        | Morientes 21' · Sávio 60', 70' (p) · Guti 81' |       | Lindabek 80' | Árbitro: Hartmut Strampe  |

| 29 de setembro de 1999 | Real Madrid                                        | 3 – 1 | Porto      | Santiago Bernabéu, Madrid |
|                        | Morientes 23' · Iván Helguera 37' · Hierro 68' (p) |       | Jardel 24' | Árbitro: Pierluigi Colina |

| 29 de setembro de 1999 | Olympiacos                      | 3 – 1 | Molde    | OAKA Spiros Louis, Atenas |
|                        | Giovanni 16', 70' · Luciano 77' |       | Lund 58' | Árbitro: L'uboš Michel    |

| 20 de outubro de 1999 | Porto           | 2 – 1 | Real Madrid    | Estádio das Antas, Porto |
|                       | Jardel 13', 35' |       | Peixe 68' (og) | Árbitro: Bernd Heynemann |

| 20 de outubro de 1999 | Molde                        | 3 – 2 | Olympiacos                      | Molde Stadium, Molde    |
|                       | Lund 54', 59' · D.Hestad 72' |       | Mavrogendidis 36' · Zahoviċ 40' | Árbitro: Ryszard Wójcik |

| 26 de outubro de 1999 | Porto                      | 3 – 1 | Molde        | Estádio das Antas, Porto |
|                       | Deco 01', 28' · Jardel 58' |       | D.Hestad 82' | Árbitro: Graham Barber   |

| 26 de outubro de 1999 | Real Madrid                                   | 3 – 0 | Olympiacos | Santiago Bernabéu, Madrid |
|                       | Raúl 21' · Morientes 64' · Roberto Carlos 82' |       |            | Árbitro: Markus Merk      |

| 03 de novembro de 1999 | Molde | 0 – 1 | Real Madrid  | Molde Stadium, Molde      |
|                        |       |       | Karembeu 42' | Árbitro: Gilles Veissiere |

| 03 de novembro de 1999 | Olympiacos         | 1 – 0 | Porto | OAKA Spiros Louis, Atenas   |
|                        | Giannakopoulos 56' |       |       | Árbitro: Kim Milton Nielsen |

### Grupo F
| Equipe        | J | V | E | D | GP | GC | SG | Pts |
| ------------- | - | - | - | - | -- | -- | -- | --- |
| Valencia      | 6 | 3 | 3 | 0 | 8  | 4  | +4 | 12  |
| Bayern Munich | 6 | 2 | 3 | 1 | 7  | 6  | +1 | 9   |
| Rangers       | 6 | 2 | 1 | 3 | 7  | 7  | 0  | 7   |
| PSV           | 6 | 1 | 1 | 4 | 5  | 10 | -5 | 4   |

| 14 de setembro de 1999 | Bayern Munich        | 2 – 1 | PSV          | Olímpico, Munique                         |
|                        | Paulo Sérgio 11' 69' |       | Chochlow 59' | Público: 30,000 Árbitro: Gilles Veissiere |

| 14 de setembro de 1999 | Valencia               | 2 – 0 | Rangers | Mestalla, Valencia     |
|                        | Kily González 57', 74' |       |         | Árbitro: L'uboš Michel |

| 22 de setembro de 1999 | Rangers     | 1 – 1 | Bayern Munich | Ibrox Stadium, Glasgow  |
|                        | Albertz 22' |       | Tarnat 90'    | Árbitro: Ryszard Wójcik |

| 22 de setembro de 1999 | PSV                    | 1 – 1 | Valencia          | Philips Stadion, Eindhoven |
|                        | Van Nistelrooy 72' (p) |       | Claudio López 04' | Árbitro: Rune Pedresen     |

| 29 de setembro de 1999 | Bayern Munich | 1 – 1 | Valencia     | Olímpico, Munique                        |
|                        | Élber 6'      |       | G. López 80' | Público: 31,000 Árbitro: Graziano Cesari |

| 29 de setembro de 1999 | PSV | 0 – 1 | Rangers     | Philips Stadion, Eindhoven |
|                        |     |       | Albertz 80' | Árbitro: Anders Frisk      |

| 20 de outubro de 1999 | Rangers                                  | 4 – 1 | PSV                    | Ibrox Stadium, Glasgow    |
|                       | Amoruso 19' · Mols 39', 80' · McCann 56' |       | Van Nistelrooy 45' (p) | Árbitro: Pierluigi Colina |

| 20 de outubro de 1999 | Valencia | 1 – 1 | Bayern Munich     | Mestalla, Valencia    |
|                       | LLie 11' |       | Effenberg 18' (p) | Árbitro: Anders Frisk |

| 26 de outubro de 1999 | Rangers   | 1 – 2 | Valencia                         | Ibrox Stadium, Glasgow |
|                       | Moore 59' |       | Mendieta 35' · Claudio López 45' | Árbitro: Günther Benkö |

| 26 de outubro de 1999 | PSV                            | 2 – 1 | Bayern de Munique | Philips Stadion, Eindhoven   |
|                       | Van Nistelrooy 40' · Nills 57' |       | Santa Cruz 51'    | Árbitro: Paul Anthony Durkin |

| 03 de novembro de 1999 | Valencia          | 1 – 0 | PSV | Mestalla, Valencia     |
|                        | Claudio López 70' |       |     | Árbitro: Graham Barber |

| 03 de novembro de 1999 | Bayern Munich | 1 – 0 | Rangers | Olímpico, Munique                           |
|                        | Strunz 33'    |       |         | Público: 54,000 Árbitro: Vitor Melo Pereira |

### Grupo G
| Equipe         | J | V | E | D | GP | GC | SG | Pts |
| -------------- | - | - | - | - | -- | -- | -- | --- |
| Sparta Praga   | 6 | 3 | 3 | 0 | 14 | 6  | +8 | 12  |
| Bordeaux       | 6 | 3 | 3 | 0 | 7  | 4  | +3 | 12  |
| Spartak Moscou | 6 | 1 | 2 | 3 | 9  | 12 | -3 | 5   |
| Willem II      | 6 | 0 | 2 | 4 | 7  | 15 | -8 | 2   |

| 15 de setembro de 1999 | Sparta Praga | 0 – 0 | Bordeaux | Stadion Letná, Praga |
|                        |              |       |          | Árbitro: Terje Hauge |

| 15 de setembro de 1999 | Willem II | 1 – 3 | Spartak Moscou                 | Willem II Stadion, Tilburg            |
|                        | Arts 56'  |       | Tikhonov 26' (p), 36', 52' (p) | Árbitro: Juan Antonio Fernandez Marin |

| 21 de setembro de 1999 | Spartak Moscou | 1 – 1 | Sparta Praga | Luzhniki Stadium, Moscou   |
|                        | Bezrodny 73'   |       | Lokvenc 17'  | Árbitro: Karl-Erik Nilsson |

| 21 de setembro de 1999 | Bordeaux                                          | 3 – 2 | Willem II                  | Stade Chaban-Delmas, Bordeaux |
|                        | Victoria 17' (og) · Laslandes 22' · Feindouno 82' |       | Abdellaoui 40' · Sanou 70' | Árbitro: Graham Barber        |

| 28 de setembro de 1999 | Bordeaux                 | 2 – 1 | Spartak Moscou | Stade Chaban-Delmas, Bordeaux |
|                        | Wiltord 09' · Micoud 56' |       | Bezrodny 64'   | Árbitro: Urs Meier            |

| 28 de setembro de 1999 | Sparta Praga                                                | 4 – 0 | Willem II | Stadion Letná, Praga     |
|                        | Novotný 26' · Prohaszka 29' (p) · Rosický 40' · Jarošik 58' |       |           | Árbitro: Bernd Heynemann |

| 20 de outubro de 1999 | Spartak Moscou   | 1 – 2 | Bordeaux                 | Luzhniki Stadium, Moscou |
|                       | Tikhonov 55' (p) |       | Micoud 21' · Wiltord 76' | Árbitro: Graham Poli     |

| 20 de outubro de 1999 | Willem II                                  | 3 – 4 | Sparta Praga                                        | Willem II Stadion, Tilburg |
|                       | Bombarda 01' · Shoukov 05' · Schenning 50' |       | Novotný 17' · Labant 59' (p), 89' (p) · Baranek 62' | Árbitro: Oguz Sarvan       |

| 26 de outubro de 1999 | Spartak Moscou | 1 – 1 | Willem ІІ | Luzhniki Stadium, Moscou                |
|                       | Bezrondy 25'   |       | Sanou 69' | Árbitro: Lucilio Cardoso Cortez Batista |

| 26 de outubro de 1999 | Bordeaux | 0 – 0 | Sparta Praga | Stade Chaban-Delmas, Bordeaux |
|                       |          |       |              | Árbitro: Manuel Diaz Vega     |

| 03 de novembro de 1999 | Sparta Praga                                                | 5 – 2 | Spartak Moscou             | Stadion Letná, Praga   |
|                        | Lokvenc 01', 66' · Rosický 11' · Fukal 49' · Labant 63' (p) |       | Bulatov 34' · Berzondy 43' | Árbitro: Michel Piraux |

| 03 de novembro de 1999 | Willem II | 0 – 0 | Bordeaux | Willem II Stadion, Tilburg |
|                        |           |       |          | Árbitro: Miroslav Radoman  |

### Grupo H
| Equipe        | J | V | E | D | GP | GC | SG | Pts |
| ------------- | - | - | - | - | -- | -- | -- | --- |
| Chelsea       | 6 | 3 | 2 | 1 | 10 | 3  | +7 | 11  |
| Hertha Berlin | 6 | 2 | 2 | 2 | 7  | 10 | -3 | 8   |
| Galatasaray   | 6 | 2 | 1 | 3 | 10 | 13 | -3 | 7   |
| Milan         | 6 | 1 | 3 | 2 | 6  | 7  | -1 | 6   |

| 15 de setembro de 1999 | Chelsea | 0 – 0 | Milan | Stamford Bridge, Londres |
|                        |         |       |       | Árbitro: Anders Frisk    |

| 15 de setembro de 1999 | Galatasaray                    | 2 – 2 | Hertha Berlin         | Ali Sami Yen Stadium, Istambul |
|                        | Hakan Şükür 24' · Hagi 86' (p) |       | Preetz 12' · Wosz 13' | Árbitro: Urs Meier             |

| 21 de setembro de 1999 | Hertha Berlin | 2 – 1 | Chelsea         | Olímpico, Berlim       |
|                        | Daei 02', 69' |       | Leobeuf 86' (p) | Árbitro: Michel Piraux |

| 21 de setembro de 1999 | Milan                         | 2 – 1 | Galatasaray     | Giuseppe Meazza, Milão |
|                        | Leonardo 44' · Shevchenko 45' |       | Ümit Davala 50' | Árbitro: Hugh Dallas   |

| 28 de setembro de 1999 | Chelsea      | 1 – 0 | Galatasaray | Stamford Bridge, Londres |
|                        | Petrescu 55' |       |             | Árbitro: Dick Z.G.Jol    |

| 28 de setembro de 1999 | Milan        | 1 – 1 | Hertha Berlin | Giuseppe Meazza, Milão    |
|                        | Bierhoff 74' |       | Daei 69'      | Árbitro: Gilles Veissiere |

| 20 de outubro de 1999 | Hertha Berlin | 1 – 0 | Milan | Olímpico, Berlim                  |
|                       | Wosz 41'      |       |       | Árbitro: José María García-Aranda |

| 20 de outubro de 1999 | Galatasaray | 0 – 5 | Chelsea                                                 | Ali Sami Yen Stadium, Istambul |
|                       |             |       | T.A.Flo 32', 49' · Zola 54' · Wise 79' · Ambrosetti 88' | Árbitro: Vitor Melo Pereira    |

| 26 de outubro de 1999 | Milan        | 1 – 1 | Chelsea  | Giuseppe Meazza, Milão    |
|                       | Bierhoff 74' |       | Wise 77' | Árbitro: Nikolay Levinkov |

| 26 de outubro de 1999 | Hertha Berlin  | 1 – 4 | Galatasaray                                                 | Olímpico, Berlim            |
|                       | Rekdal 35' (p) |       | Hakan Şükür 48', 66' · Tugay Kerimoğlu 81' · Okan Buruk 90' | Árbitro: Kim Milton Nielsen |

| 03 de novembro de 1999 | Chelsea                    | 2 – 0 | Hertha Berlin | Stamford Bridge, Londres   |
|                        | Deschamps 11' · Ferrer 44' |       |               | Árbitro: Karl-Erik Nilsson |

| 03 de novembro de 1999 | Galatasaray                                        | 3 – 2 | Milan                 | Ali Sami Yen Stadium, Istambul     |
|                        | Capone 27' · Hakan Şükür 87' · Ümit Davala 90' (p) |       | Weah 20' · Giunti 51' | Árbitro: Antonio Jesus Lopez Nieto |

## Segunda fase de grupos
Os oito vencedores e os oito vice-colocados da primeira fase de grupos foram divididos em quatro grupos de quatro, contendo dois vencedores e dois vice-colocados. Equipes do mesmo país ou do mesmo grupo da fase anterior não poderiam permanecer no mesmo grupo. Os dois primeiros colocados avançaram para as quartas de final.
| Legenda                                        |
| ---------------------------------------------- |
| Equipes que avançaram para as quartas de final |
| Equipes eliminadas das competições europeias   |

### Grupo A
| Equipe        | J | V | E | D | GP | GC | SG  | Pts |
| ------------- | - | - | - | - | -- | -- | --- | --- |
| Barcelona     | 6 | 5 | 1 | 0 | 17 | 5  | +12 | 16  |
| Porto         | 6 | 3 | 1 | 2 | 8  | 8  | 0   | 10  |
| Sparta Praga  | 6 | 1 | 2 | 3 | 5  | 12 | -7  | 5   |
| Hertha Berlin | 6 | 0 | 2 | 4 | 3  | 8  | -5  | 2   |

| 23 de novembro de 1999 | Hertha Berlim | 1 – 1 | Barcelona        | Olímpico, Berlim          |
|                        | Michalke 33'  |       | Luis Enrique 14' | Árbitro: Nikolay Levnikov |

| 23 de novembro de 1999 | Sparta Praga | 0 – 2 | Porto                     | Stadion Letná, Praga      |
|                        |              |       | Drulović 77' · Jardel 84' | Árbitro: Gilles Viessiere |

| 08 de dezembro de 1999 | Porto        | 1 – 0 | Hertha Berlim | Estádio das Antas, Porto |
|                        | Drulović 78' |       |               | Árbitro: Ryszard Wócjik  |

| 08 de dezembro de 1999 | Barcelona                                                 | 5 – 0 | Sparta Praga | Camp Nou, Barcelona       |
|                        | Kluivert 44', 63' · Luis Enrique 46', 76' · Guardiola 60' |       |              | Árbitro: Pierluigi Colina |

| 01 de março de 2000 | Barcelona                                           | 4 – 2 | Porto           | Camp Nou, Barcelona          |
|                     | Rivaldo 16', 89' · Frank de Boer 23' · Kluviert 45' |       | Jardel 05', 79' | Árbitro: Paul Anthony Durkin |

| 01 de março de 2000 | Hertha Berlim | 1 – 1 | Sparta Praga | Olímpico, Berlim        |
|                     | Veit 44'      |       | Siegl 84'    | Árbitro: Claude Colombo |

| 07 de março de 2000 | Porto | 0 – 2 | Barcelona                  | Estádio das Antas, Porto |
|                     |       |       | Abelardo 37' · Rivaldo 59' | Árbitro: Stefano Braschi |

| 07 de março de 2000 | Sparta Praga | 1 – 0 | Hertha Berlim | Stadion Letná, Praga  |
|                     | Fukal 90'    |       |               | Árbitro: Anders Frisk |

| 15 de março de 2000 | Porto                         | 2 – 2 | Sparta Praga            | Estádio das Antas, Porto |
|                     | Jorge Costa 16' · Capucho 64' |       | Lokvenc 74' · Fukal 91' | Árbitro: Günther Benkö   |

| 15 de março de 2000 | Barcelona                                     | 3 – 1 | Hertha Berlim  | Camp Nou, Barcelona    |
|                     | Xavi Hernández 11' · Gabri 49' · Kluviert 83' |       | Alex Alves 07' | Árbitro: Michel Piraux |

| 21 de março de 2000 | Sparta Praga | 1 – 2 | Barcelona      | Stadion Letná, Praga   |
|                     | Svoboda 16'  |       | Gabri 52', 89' | Árbitro: Rune Pedresen |

| 21 de março de 2000 | Hertha Berlim | 0 – 1 | Porto       | Olímpico, Berlim          |
|                     |               |       | Clayton 70' | Árbitro: Pierluigi Colina |

### Grupo B
| Equipe            | J | V | E | D | GP | GC | SG | Pts |
| ----------------- | - | - | - | - | -- | -- | -- | --- |
| Manchester United | 6 | 4 | 1 | 1 | 10 | 4  | +6 | 13  |
| Valencia          | 6 | 3 | 1 | 2 | 9  | 5  | +4 | 10  |
| Fiorentina        | 6 | 2 | 2 | 2 | 7  | 8  | -1 | 8   |
| Bordeaux          | 6 | 0 | 2 | 4 | 5  | 14 | -9 | 2   |

| 23 de novembro de 1999 | Fiorentina                | 2 – 0    | Manchester United | Stadio Artemio Franchi, Florência |
|                        | Batistuta 24' · Balbo 52' | (Report) |                   | Árbitro: Florian Meyer            |

| 23 de novembro de 1999 | Valencia                              | 3 – 0    | Bordeaux | Estadio Mestalla, Valencia |
|                        | Farinós 60' · Ilie 68' · González 90' | (Report) |          | Árbitro: Fred Sterk        |

| 08 de dezembro de 1999 | Manchester United                       | 3 – 0 | Valencia | Old Trafford, Manchester    |
|                        | Keane 38' · Solskjaer 47' · Scholes 68' |       |          | Árbitro: Kim Milton Nielsen |

| 08 de dezembro de 1999 | Bordeaux | 0 – 0 | Fiorentina | Stade Chaban-Delmas, Bordeaux |
|                        |          |       |            | Árbitro: Karl-Erik Nilsson    |

| 01 de março de 2000 | Manchester United          | 2 – 0 | Bordeaux | Old Trafford, Manchester |
|                     | Giggs 42' · Sheringham 85' |       |          | Árbitro: Hartmut Strampe |

| 01 de março de 2000 | Fiorentina        | 1 – 0 | Valencia | Stadio Artemio Franchi, Florença |
|                     | Mijatović 19' (p) |       |          | Árbitro: Markus Merk             |

| 07 de março de 2000 | Bordeaux  | 1 – 2 | Manchester United         | Stade Chaban-Delmas, Bordeaux |
|                     | Pavon 09' |       | Keane 33' · Solskjaer 84' | Árbitro: Jan W.Wegereef       |

| 07 de março de 2000 | Valencia | 2 – 0 | Fiorentina       | Mestalla, Valencia   |
|                     | LLie 35' |       | Mendieta 90' (p) | Árbitro: Helmut Krug |

| 15 de março de 2000 | Manchester United                | 3 – 1 | Fiorentina   | Old Trafford, Manchester |
|                     | Cole 20' · Keane 33' · Yorke 70' |       | Batisuta 16' | Árbitro: Ryszard Wójcik  |

| 15 de março de 2000 | Bordeaux    | 1 – 4 | Valencia                                                        | Stade Chaban-Delmas, Bordeaux |
|                     | Wiltord 54' |       | Djukić 41' · Mendieta 48' (p) · Kily González 72' · Sánchez 93' | Árbitro: Fritz Stuchlik       |

| 21 de março de 2000 | Fiorentina                                     | 3 – 3 | Bordeaux                                    | Stadio Artemio Franchi, Florença |
|                     | Chiesa 47' (p) · Batistuta 61' · Rui Costa 64' |       | Wiltord 05' · Zanotti 87' · Battles 90' (p) | Árbitro: Dieter Schoch           |

| 21 de março de 2000 | Valencia | 0 – 0 | Manchester United | Mestalla, Valencia     |
|                     |          |       |                   | Árbitro: L'uboš Michel |

### Grupo C
| Equipe         | J | V | E | D | GP | GC | SG | Pts |
| -------------- | - | - | - | - | -- | -- | -- | --- |
| Bayern Munich  | 6 | 4 | 1 | 1 | 13 | 8  | +5 | 13  |
| Real Madrid    | 6 | 3 | 1 | 2 | 11 | 12 | -1 | 10  |
| Dínamo de Kiev | 6 | 3 | 1 | 2 | 10 | 8  | +2 | 10  |
| Rosenborg      | 6 | 0 | 1 | 5 | 5  | 11 | -6 | 1   |

| 24 de novembro de 1999 | Dínamo de Kiev | 1 – 2 | Real Madrid       | Dynamo Stadium, Kiev   |
|                        | Rebrov 86' (p) |       | Raúl González 48' | Árbitro: David Elleray |

| 24 de novembro de 1999 | Rosenborg       | 1 – 1 | Bayern Munich | Lerkendal Stadium, Trondheim             |
|                        | Skammelsrud 47' |       | Jancker 6'    | Público: 14,167 Árbitro: Stefano Braschi |

| 07 de dezembro de 1999 | Bayern Munich                 | 2 – 1 | Dynamo Kyiv | Olímpico, Munique                      |
|                        | Jancker 6' · Paulo Sérgio 80' |       | Rebrov 50'  | Público: 16,000 Árbitro: Michel Piraux |

| 07 de dezembro de 1999 | Real Madrid                                        | 3 – 1 | Rosenborg | Santiago Bernabéu, Madrid |
|                        | Raúl González 18' · Sávio 85' · Roberto Carlos 90' |       | Carew 48' | Árbitro: Michel Piraux    |

| 29 de fevereiro de 2000 | Dínamo de Kiev               | 2 – 1 | Rosenborg    | Dynamo Stadium, Kiev   |
|                         | Khatshevich 09' · Rebrov 29' |       | Jakobsen 48' | Árbitro: L'ubos Michel |

| 29 de fevereiro de 2000 | Real Madrid              | 2 – 4 | Bayern Munich                                            | Santiago Bernabéu, Madrid                   |
|                         | Morientes 25' · Raúl 48' |       | Scholl 21' · Effenberg 24' · Fink 39' · Paulo Sérgio 67' | Público: 60,000 Árbitro: Kim Milton Nielsen |

| 08 de março de 2000 | Bayern Munich                           | 4 – 1 | Real Madrid  | Munique, Munique                      |
|                     | Scholl 4' · Élber 30' · Zickler 79' 90' |       | Helguera 50' | Público: 60,000 Árbitro: Dick Z.G.Jol |

| 07 de março de 2000 | Rosenborg | 1 – 2 | Dínamo de Kiev  | Lerkendal Stadion, Trondheim |
|                     | Berg 38'  |       | Rebrov 32', 67' | Árbitro: Alain Hamer         |

| 14 de março de 2000 | Real Madrid                            | 2 – 2 | Dínamo de Kiev                    | Santiago Bernabéu, Madrid |
|                     | Raúl González 14' · Roberto Carlos 72' |       | Khatskevich 42' · Hierro 56' (og) | Árbitro: Alain Sars       |

| 14 de março de 2000 | Bayern Munich                 | 2 – 1 | Rosenborg | Olímpico, Munique                            |
|                     | Scholl 11' · Paulo Sérgio 40' |       | Carew 64' | Público: 20,000 Árbitro: Alfredo Trentalange |

| 22 de março de 2000 | Dínamo de Kiev               | 2 – 0 | Bayern Munich | Olympic NSC, Kiev                         |
|                     | Kaladze 34' · Demetradze 71' |       |               | Público: 70,000 Árbitro: Gilles Veissiere |

| 22 de março de 2000 | Rosenborg | 0 – 1 | Real Madrid       | Lerkendal Stadion, Trondheim |
|                     |           |       | Raúl González 03' | Árbitro: Nikolav Levinkov    |

### Grupo D
| Equipe    | J | V | E | D | GP | GC | SG | Pts |
| --------- | - | - | - | - | -- | -- | -- | --- |
| Lazio     | 6 | 3 | 2 | 1 | 10 | 4  | +6 | 11  |
| Chelsea   | 6 | 3 | 1 | 2 | 8  | 5  | +3 | 10  |
| Feyenoord | 6 | 2 | 2 | 2 | 7  | 7  | 0  | 8   |
| Marseille | 6 | 1 | 1 | 4 | 2  | 11 | -9 | 4   |

| 24 de novembro de 1999 | Chelsea                         | 3 – 1 | Feyenoord | Stamford Bridge, Londres          |
|                        | Babayaro 44' · T.A.Flo 67', 86' |       | Cruz 89'  | Árbitro: José María García-Aranda |

| 24 de novembro de 1999 | Olympique de Marseille | 0 – 2 | Lazio                         | Stade Vélodrome, Marselha |
|                        |                        |       | Stanković 64' · Conceição 77' | Árbitro: Manuel Diaz Vega |

| 07 de dezembro de 1999 | Feyenoord                   | 3 – 0 | Olympique de Marseille | Feijenoord Stadion, Roterdã |
|                        | Cruz 72', 93' · Bosvelt 83' |       |                        | Árbitro: Vitor Melo Pereira |

| 07 de dezembro de 1999 | Lazio | 0 – 0 | Chelsea | Olímpico, Roma       |
|                        |       |       |         | Árbitro: Helmut Krug |

| 29 de fevereiro de 2000 | Lazio     | 1 – 2 | Feyenoord         | Olímpico, Roma                     |
|                         | Verón 37' |       | Tomasson 78', 84' | Árbitro: Antonio Jesus Lopez Nieto |

| 29 de fevereiro de 2000 | Olympique de Marseille | 1 – 0 | Chelsea | Stade Vélodrome, Marselha |
|                         | Pirés 16'              |       |         | Árbitro: Rune Pedresen    |

| 08 de março de 2000 | Chelsea  | 1 – 0 | Olympique de Marseille | Stamford Bridge, Londres              |
|                     | Wise 27' |       |                        | Árbitro: Juan Antonio Fernandez Marin |

| 08 de março de 2000 | Feyenoord | 0 – 0 | Lazio | Feijenoord Stadion, Roterdã |
|                     |           |       |       | Árbitro: Günther Benkö      |

| {{{data}}} | Lazio                                   | 5 – 1 | Olympique de Marseille | Olímpico, Roma        |
|            | Inzaghi 17', 37', 38', 71' · Boskić 82' |       | Leroy 50'              | Árbitro: Anders Frisk |

| 14 de março de 2000 | Feyenoord | 1 – 3 | Chelsea                           | Feijenoord Stadion, Roterdã |
|                     | Kalou 59' |       | Zola 39' · Wise 64' · T.A.Flo 69' | Árbitro: Knud Erik Fisker   |

| 21 de março de 2000 | Chelsea   | 1 – 2 | Lazio                        | Stamford Bridge, Londres    |
|                     | Poyet 44' |       | Inzaghi 54' · Mihajlović 66' | Árbitro: Vitor Melo Pereira |

| 21 de março de 2000 | Olympique de Marseille | 0 – 0 | Feyenoord | Stade Vélodrome, Marselha     |
|                     |                        |       |           | Árbitro: Arturo Dauden Ibañez |

## Fase final

### Esquema
|  | Quartas de final  | Quartas de final  | Quartas de final | Quartas de final |   |             | Semifinal | Semifinal | Semifinal | Semifinal |  |  | Final       | Final |
|  |                   |                   |                  |                  |   |             |           |           |           |           |  |  |             |       |
|  | Real Madrid       | 0                 | 3                | 3                |   |             |           |           |           |           |  |  |             |       |
|  | Manchester United | 0                 | 2                | 2                |   |             |           |           |           |           |  |  |             |       |
|  | Manchester United | 0                 | 2                | 2                |   | Real Madrid | 2         | 1         | 3         |           |  |  |             |       |
|  |                   |                   |                  |                  |   | Real Madrid | 2         | 1         | 3         |           |  |  |             |       |
|  |                   | Bayern de Munique | 0                | 2                | 2 |             |           |           |           |           |  |  |             |       |
|  | Porto             | Bayern de Munique | 0                | 2                | 2 | 1           | 1         | 2         |           |           |  |  |             |       |
|  | Porto             |                   |                  |                  |   | 1           | 1         | 2         |           |           |  |  |             |       |
|  | Bayern de Munique | 1                 | 2                | 3                |   |             |           |           |           |           |  |  |             |       |
|  |                   |                   |                  |                  |   |             |           |           |           |           |  |  | Real Madrid | 3     |
|  |                   |                   | Valencia         | 0                |   |             |           |           |           |           |  |  |             |       |
|  | Valencia          | 5                 | 0                | 5                |   |             |           |           |           |           |  |  |             |       |
|  | Lazio             | 2                 | 1                | 3                |   |             |           |           |           |           |  |  |             |       |
|  | Lazio             | 2                 | 1                | 3                |   | Valencia    | 4         | 1         | 5         |           |  |  |             |       |
|  |                   |                   |                  |                  |   | Valencia    | 4         | 1         | 5         |           |  |  |             |       |
|  |                   | Barcelona         | 1                | 2                | 3 |             |           |           |           |           |  |  |             |       |
|  | Chelsea           | Barcelona         | 1                | 2                | 3 | 3           | 1         | 4         |           |           |  |  |             |       |
|  | Chelsea           |                   |                  |                  |   | 3           | 1         | 4         |           |           |  |  |             |       |
|  | Barcelona (pro)   | 1                 | 5                | 6                |   |             |           |           |           |           |  |  |             |       |

### Quartas de final
| Equipe 1    | Total | Equipe 2          | 1.º jogo | 2.º jogo  |
| ----------- | ----- | ----------------- | -------- | --------- |
| Real Madrid | 3–2   | Manchester United | 0–0      | 3–2       |
| Porto       | 2–3   | Bayern de Munique | 1–1      | 1–2       |
| Chelsea     | 4–6   | Barcelona         | 3–1      | 1–5 (pro) |
| Valencia    | 5–3   | Lazio             | 5–2      | 0–1       |

### Semifinais
| Equipe 1    | Total | Equipe 2          | 1.º jogo | 2.º jogo |
| ----------- | ----- | ----------------- | -------- | -------- |
| Valencia    | 5–3   | Barcelona         | 4–1      | 1–2      |
| Real Madrid | 3–2   | Bayern de Munique | 2–0      | 1–2      |

### Final
| 24 de maio de 2000 | Real Madrid                              | 3 – 0 | Valencia | Stade de France, Paris                       |
| 20:45              | Morientes 39' · McManaman 67' · Raúl 75' |       |          | Público: 78 759 Árbitro: ITA Stefano Braschi |

## Premiação
| Liga dos Campeões da UEFA de 1999-2000 |
| Espanha                                |
| -------------------------------------- |
| Real Madrid (8º título)                |